# Вступ Естонії до Європейського Союзу
Вступ Естонії до Європейського Союзу (ест. Eesti astumine Euroopa Liitu) — процес, який дозволив Естонської Республіки приєднатися до Європейського Союзу 1 травня 2004 року. Таким чином, Європейський Союз був розширений до 25 держав, Естонія увійшла одночасно з 9 іншими державами.

## Історія

### Початкова ситуація
Незалежна з 1991 року Естонія підписує 18 липня 1994 року угода про вільну торгівлю з ЄС, яка набула чинности без обмежень 1 січня 1995 року. 12 червня того ж року була підписана угода про асоціацію між ЄС та Естонією.

### Заявка на членство
24 листопада 1995 року Тійт Вяхі звернувся з заявою Естонії на членство в Європейському Союзі Хав'єру Солані, тодішньому міністру закордонних справ Іспанії та діючому голові Ради Європейського Союзу.
Від імені Уряду Естонської Республіки я маю честь подати заявку Естонії на членство в Європейському Союзі відповідно до статті O Договору про Європейський Союз.— Tiit Vähi, Офіційна заявка Естонії на членство в Європейському Союзі
Європейська комісія направила делегацію до Таллінна в січні 1996 року. 16 липня 1997 року Комісія представляє свою думку щодо Естонії та рекомендує розпочати переговори з нею. 13 грудня під час саміту в Люксембурзі Європейська Рада ухвалила рішення про відкриття переговорів з Естонією у квітні 1998 року.

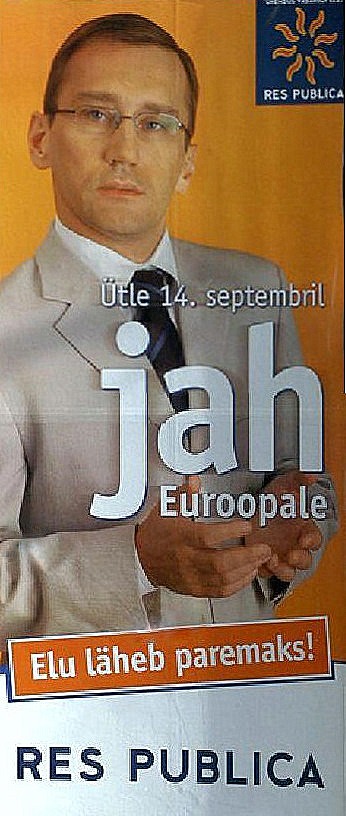
На референдумі щодо вступу Естонії до Європейського Союзу висунули плакат на користь «так».

### Переговори та імплементація acquis

#### 1998 рік: Міжурядова конференція та перша доповідь Комісії
31 березня 1998 р. була відкрита Міжурядова конференція з питань вступу до ЄС і 6 країн-кандидатів, у тому числі Естонії. Того ж дня було прийнято Партнерство приєднання Естонії. Пріоритети Партнерства з приєднання визначені в коротко- та середньостроковій перспективі, які будуть розглянуті відповідно до 2000 та 2003 років. Фінансову структуру Партнерства з приєднання складають програми PHARE, програма SAPARD та програма ISPA. У 2000 році програма PHARE надала Естонії 24 мільйони євро. У 2001 році ця сума зросла до 26,3 мільйона євро, а потім, у 2002 році, програма надала Естонії 21 мільйон євро. Сума програми САПАРД на період 2000-2002 рр. склала 12,1 млн євро, а програма ISPA – 35 млн євро.
У листопаді 1998 року, Комісія опублікувала звіт, в якому обговорювала прогрес, досягнутий Естонією у транспонуванні acquis communautaire. Серед досягнень, відзначених Комісією, була, зокрема, галузь (нагадуючи, що "деякі зусилля необхідно було зробити стосовно систем якості), сфер інформаційного суспільства та технологічних досліджень і розробок, транспонування acquis щодо поводження з відходами та охорони природи. Підготовка до вступу Естонії до Економічного та валютного союзу (ЄВС), а також сфери, пов’язані з поліцією та правосуддям, були серед відзначених прогресів.
Однак у звіті підкреслюється, що необхідно докласти зусиль:
- у сфері трудового права Естонія повинна була транспонувати acquis, що стосуються зайнятості та соціальних питань. Комісія також закликає створити стратегію ринку праці та розвитку людських ресурсів.
- у податкових питаннях необхідні додаткові зусилля щодо узгодження з системою ПДВ Співтовариства та акцизного збору.
- з точки зору захисту прав споживачів, Комісія зазначила, що, незважаючи на досягнутий прогрес, було необхідно «посилити раду захисту прав споживачів, а також заохочувати діючі організації споживачів».
- що стосується телекомунікацій, то, незважаючи на певний прогрес у гармонізації, положення все ще потрібно було внести.
- у сфері вільного руху товарів, де у звіті спостерігається незначний прогрес.
- у сфері конкуренції, зокрема щодо моніторингу та прозорості процедур надання державної допомоги.
- щодо боротьби з наркотиками, організованою злочинністю та боротьбою з корупцією слід продовжувати зусилля.

У звіті відзначається прогрес у транспозиції acquis щодо спільної транспортної політики. Однак у звіті рекомендовано покращити безпеку (точніше на кораблях). Крім того, Комісія запропонувала Естонії прийняти стратегію транспортної інфраструктури та фінансування.
Також було відзначено прогрес у сільськогосподарській сфері, проте потрібні додаткові зусилля для реалізації спільної рибної політики.

#### Прогрес виконання acquis у 1999 році
У жовтні 1999 року, Комісія опублікувала свій другий остаточний звіт, в якому вона висвітлювала весь прогрес, досягнутий Естонією протягом року.
У цьому звіті підкреслювалося, що весь виробничий сектор був приватизований, і що Естонія починає посилювати свою конкурентоспроможність (МСП тоді представляли 99 % підприємств Естонії). У звіті також відзначається прогрес у секторах інформаційного суспільства та в технологічних дослідженнях і розробках в результаті повноцінної участі країни у П’ятій рамковій програмі.
У соціальних питаннях прогрес був обмежений. У доповіді рекомендувалося посилити соціальний діалог. Аналогічно, у податкових питаннях, ще потрібно було досягти прогресу щодо законодавства про ПДВ.
У сфері транспорту звіт, як і звіт 1998 року, закликав до більш глибокого вивчення безпеки та гармонізації законодавства у сфері автомобільного транспорту.
У сільському господарстві у звіті відзначається повільний прогрес Естонії у створенні інструментів і структур, необхідних для застосування CAP. Проте в реалізації спільної рибальської політики прогресу не спостерігалося. Аналогічно, у звіті не було відзначено прогресу щодо захисту прав споживачів.
З точки зору безпеки, у звіті підкреслюється той факт, що Естонія повинна продовжувати свої зусилля щодо контролю на своєму східному кордоні, боротьби з торгівлею наркотиками та корупцією.

#### Еволюція переговорів у 2000 році
Третій підсумковий звіт був прийнятий Комісією в листопаді 2000 року.
Протягом цього періоду у звіті було встановлено, що Естонія продовжувала приватизувати та реструктуризувати свій промисловий сектор. У зв'язку з цим заходи, спрямовані на прийняття а реальна промислова політика було взято, щоб відрізняти його від загальної економічної політики. Естонія також заохочувала іноземні інвестиції. Нарешті, політика, спрямована на підтримку МСП, посилила її дії в менш розвинених регіонах.
Щодо непрямого оподаткування, естонське законодавство відповідало, відповідно до звіту 2000 року, вимогам Співтовариства. Щодо прямого оподаткування набув чинности новий закон про податок на прибуток.
Що стосується сільського господарства, у звіті 2000 року встановлено, що саме в цьому році Естонія доклала найбільших зусиль для наближення acquis. Однак у звіті також наголошується, що Естонія потребує проведення нових реформ, зокрема земельних, реструктуризації агропродовольчої промисловості, розвитку сільських районів, лісового господарства та організації ринків. У звіті також зазначається, що Естонії все ще потрібно було створити структури, що дозволяють реалізувати комерційні механізми CAP. Доповідь також закликала до посилення реформи ветеринарної медицини та захисту тварин. Що стосується рибного господарства, у доповіді закликається до активізації реформ у законодавстві та адміністративній спроможності.
У цій доповіді Комісією було відзначено значний прогрес у сфері юстиції та внутрішніх справ, однак, як і в попередній доповіді від жовтня 1999 року, Комісія наголошує на необхідності поглиблення реформ, спрямованих на боротьбу з організованою злочинністю, торгівлею наркотиками, корупція та контроль на східному кордоні.

#### Прогрес у переговорах, досягнутий у 2001 році
5 вересня 2001, Європейський парламент ухвалив резолюцію щодо заявки Естонії на членство. Вона окреслює стан переговорів за Копенгагенськими критеріями. Що стосується політичних критеріїв, то парламент визнає, що Естонія їм відповідає. Зокрема, у зв’язку з цим він зазначає, що проблеми, пов’язані з правовою базою, яка визначає відносини між естонським суспільством та меншинами, що входять до складу країни, були вирішені, зокрема, шляхом реалізації програми «Інтеграція естонського суспільства 2000-2007». Зокрема, він заохочує реформи, які проводяться, зокрема, у сфері юстиції (зокрема, шляхом прийняття нового Кримінального кодексу, який скасовує дискримінаційні положення щодо гомосексуалів) та пенітенціарної. Тим не менш, парламент вказав на певні елементи, зокрема той факт, що іноземні твори "розповсюджуються без дозволу чи винагороди їх автора в Естонії".
У доповіді, представленій Комісією в листопаді 2001 року, враховано загальний прогрес у сферах зайнятості, соціальних питань, лібералізації ринку телекомунікацій, вільного руху товарів, конкуренції, а також у сфері реформування системи освіти та професійної навчання. Аналогічно, значний прогрес був відзначений у сферах юстиції та внутрішніх справ, а також стосовно ЄВС. З точки зору промислової політики, Естонія заохочувала інновації, іноземні інвестиції та приватизацію промислового сектору.
Що стосується транспорту, у звіті зазначається, що прогрес у автомобільному транспорті та безпеці на морі зберігається, але додається, що Естонія повинна поглибити свої зусилля щодо цього останнього пункту та посилити моніторинг нового залізничного acquis. Нарешті, у сільському господарстві у звіті відзначається значний прогрес, за винятком ветеринарного сектору. Що стосується рибальства, то відзначаються покращення в частині адміністративних структур. Розподіл компетенції між міністерствами сільського господарства та охорони навколишнього середовища, що стосується рибальства, змінився. Так само впроваджено систему моніторингу суден, а також розроблено реєстр рибальських суден.

#### Еволюція переговорів у 2002 році
У своїй доповіді за жовтень 2002 року Комісія зазначила, що Естонія дуже наблизилася до acquis у багатьох сферах, деякі розділи були тимчасово закриті. Однак, що стосується acquis про «довкілля», деякі закони, що стосуються якості повітря, охорони природи та радіаційного захисту, все ще потребують транспонування. Аналогічно, у сфері прямого оподаткування Естонія повинна продовжувати узгоджувати своє законодавство, зокрема, вилучивши положення, несумісні із запровадженням вільного руху капіталу.
13 грудня 2002 року Європейська Рада в Копенгагені оголошує переговори про вступ Естонії завершеними.

### Референдум і членство
18 грудня 2002 р. депутати Рійгікогу проголосували 88 із 101 за внесення змін до Конституції Естонії. Членство Естонії в Європейському Союзі було предметом референдуму, який відбувся 14 вересня 2003 року. На референдумі ставилося таке питання:
Чи підтримуєте ви вступ до Європейського Союзу та прийняття закону про зміни до Конституції Естонської Республіки?
Естонці схвалили членство з 66,83% «так» проти 33,17% «проти». Рівень участи склав 63%.
Договір про приєднання було підписано 16 квітня 2003 року, а вступ відбувся 1 травня 2004 року.

### Хронологія
| Дата              | Подія                                                                                        |
| ----------------- | -------------------------------------------------------------------------------------------- |
| 24 листопада 1995 | Заявка Естонії.                                                                              |
| 13 грудня 1997    | На саміті в Люксембурзі Європейська Рада ухвалила рішення про початок переговорів про вступ. |
| 1 лютого 1998     | Набуття чинности Європейської угоди з Естонією.                                              |
| 31 березня 1998   | Відкриття конференції про вступ Естонії (разом з п’ятьма іншими державами-кандидатками).     |
| 13 грудня 2002    | Завершення переговорів про вступ на саміті в Копенгагені.                                    |
| 16 квітня 2003    | Підписання Договору про приєднання.                                                          |
| 14 вересня 2003   | Референдум щодо вступу Естонії до Європейського Союзу.                                       |
| 1 травня 2004     | Вступ Естонії до Європейського Союзу.                                                        |

## Хід переговорів
Країна є частиною Люксембурзької групи, тому переговори розпочалися 31 березня 1998 року і остаточно закінчилися в грудні 2002 року для десяти країн розширення 2004 року.

## Питання членства в Естонії

### Негромадяни російськомовної меншини
Населення Естонії, яке становило приблизно 1,4 мільйона жителів у 2003 році, було розподілено таким чином: 62 % естонців, 29 % росіян (близько 400 000 осіб), 3 % українців і, нарешті, 1,8 % білорусів, решту населення становлять інші меншини. Наявність цієї великої російської меншини, яка складається з негромадян, створює проблеми внутрішньої політики та щодо Європейського Союзу.
Закон, прийнятий невдовзі після здобуття незалежности в 1991 році, дозволив усім людям, які проживають в Естонії з 1940 року, та їхнім нащадкам автоматично отримувати естонське громадянство. Відповідно до цього ж закону, який набрав чинности 25 лютого 1992 року, інші громадяни отримують посвідку на проживання терміном на три роки із зобов’язанням зберегти естонське громадянство, скласти мовний іспит і присягнути на вірність республіці. У 1993 році Рійгікогу прийняв новий закон, який зобов'язував осіб, які не мають естонського громадянства, які проживають в країні, обирати естонське громадянство або залишатися за кордоном. Цей закон знову погіршив відносини між естонцями та росіянами.
У 1995 році був прийнятий новий закон про натуралізацію. Це встановлювало, що для того, щоб стати естонцем, іноземець повинен прожити в Естонії принаймні п’ять років, що передують подачі заяви, і проживати там не менше одного року після її подання. Закон вимагав позивача: знати Конституцію, знати закон про громадянство, скласти тест на знання естонської мови, сприймати «законний дохід, достатній для утримання себе та своїх утриманців», і приносить присягу на вірність проголошенням: «Я присягаю на вірність конституційному ладу Естонії».
У 2003 році ці положення означали, що 170 000 осіб, втративши російське громадянство, також не були громадянами Естонії, а отже, були особами без громадянства. Тим не менш, у цій проблемі був досягнутий прогрес:
- з одного боку від'їздом або смертю деяких з цих осіб без громадянства,
- натуралізація частини цього населення та його інтеграція в естонське суспільство,
- право осіб без громадянства брати участь у місцевих виборах.

## Опитування

### Позиція політичних партій
Тодішній президент Естонської Республіки Арнольд Рюйтель, прем'єр-міністр Юган Партс і спікер парламенту Ене Ерґма очолили групу за приєднання до Європейського Союзу. Вони вважали, що Європейський Союз є запорукою безпеки естонської мови та культури, а також політичної та економічної стабільності країни. Їхню позицію підтримують також усі міністри уряду.
Опозиція Європейському Союзу складається з двох формувань «Ні Європейському Союзу» на чолі з Уно Зільберґом та «Наша держава», центристська партія на чолі з Едґаром Савісааром зайняла офіційну позицію проти членства на Конгрес 9 серпня 2003 року. Під час цього з’їзду 341 член проголосував проти членства, 235 за і 227 за нейтралітет партії. Тим не менш, серед осіб, які є членами центристської партії, деякі підтвердили свою початкову позицію на користь членства, незважаючи на позицію партії. Так, серед її осіб є речник партії Петер Крайцберґ і вісім колишніх міністрів.
З метою інформування населення про Європейський Союз напередодні кампанії з референдуму були організовані інформаційні агентства та телефонні центри. Крім того, на кампанію референдуму було виділено 1 050 000 couronnes, при цьому сума була поділена між противниками членства та тими, хто виступав.

### Громадська думка
Естонці довгий час вважалися найбільш євроскептичним населенням серед країн-кандидатів. Це міркування було скасовано після позитивного голосування литовців у травні 2003 року під час референдуму про приєднання до Союзу.
| Дата                          | Виборчий інститут | За приєднання | Проти приєднання | Невизначений |
| ----------------------------- | ----------------- | ------------- | ---------------- | ------------ |
| Перед литовським референдумом | Емор              | 50 %          | -                | -            |
| Після литовського референдуму | Емор              | 59 %          | 35 %             | 6 %          |

Серед елементів, які вплинули на еволюцію громадської думки між 2000 р. і референдумом, є, зокрема, перемога Естонії на Євробаченні 2000 р., а також, з негативної точки зору, коров’ячий божевілля, яке асоціювалося в липні 2001 р. Естонією з Союзом.
| Дата      | Виборчий інститут | Бажання взяти участь у референдумі | Підготовка до голосування за членство | Підготовка до голосування проти членства |
| --------- | ----------------- | ---------------------------------- | ------------------------------------- | ---------------------------------------- |
| Août 2003 | Емор              | 70 %                               | 69 %                                  | 31 %                                     |

Лютеранська церква, більшість якої в Естонії, також закликала проголосувати за членство.

#### Звіти комісії
- Commission européenne (novembre 1998). Rapport de la Commission [COM(98)705 final - Non publié au Journal officiel]. Comeuro98., 51998DC0705
- Commission européenne (octobre 1999). Rapport de la Commission [COM(1999)504 final - Non publié au Journal officiel]. Comeuro99., 51999DC0504
- Commission européenne (novembre 2000). Rapport de la Commission [COM(2000)704 final - Non publié au Journal officiel]. Comeuro00., 52000DC0704
- Commission européenne (novembre 2001). Rapport de la Commission [COM(2001)700 final -- SEC(2001) 1747 final - Non publié au Journal officiel]. Comeuro01., fiche bibliographique, 52001DC0700
- Commission européenne (octobre 2002). Rapport de la Commission [COM(2002)700 final -- SEC(2002) 1403 - Non publié au Journal officiel]. Comeuro02., fiche bibliographique, 52002DC0700

#### Acquis
- Reprise de l'acquis communautaire : industrie. Europa (portail web). janvier 2003. industrie.
- Reprise de l'acquis communautaire : social, droit du travail. Europa (portail web). janvier 2004. social.
- Reprise de l'acquis communautaire : fiscalité. Europa (portail web). janvier 2004. fiscalité.
- Reprise de l'acquis communautaire : politique commune des transports. Europa (portail web). janvier 2004. PCT.
- Reprise de l'acquis communautaire : protection des consommateurs. Europa (portail web). janvier 2004. consommateur.
- Reprise de l'acquis communautaire : recherche et développement technologique, télécommunications et services postaux. Europa (portail web). janvier 2004. télécom.
- Reprise de l'acquis communautaire : environnement. Europa (portail web). février 2004. environnement.
- Reprise de l'acquis communautaire : libre circulation des marchandises. Europa (portail web). février 2004. circulation.
- Reprise de l'acquis communautaire : politique agricole commune et politique commune de la pêche. Europa (portail web). février 2004. PACetPCP.
- Reprise de l'acquis communautaire : concurrence. Europa (portail web). mars 2004. concurrence.
- Reprise de l'acquis communautaire : éducation et formation. Europa (portail web). mars 2004. édu.
- Reprise de l'acquis communautaire : union économique et monétaire. Europa (portail web). mars 2004. UEM.
- Reprise de l'acquis communautaire : liberté de circulation, police et justice. Europa (portail web). septembre 2005. police.